# Agrippa
Agrippa (grč. Ἀγρίππας; 1. ili 2. stoljeće pr. Kr.), grčki filozof.